# Podział administracyjny Kościoła katolickiego na Ukrainie

## Podział administracyjny Kościoła rzymskokatolickiego
- Metropolia lwowska
  - archidiecezja lwowska
  - diecezja łucka
  - diecezja kijowsko-żytomierska
  - diecezja kamieniecka
  - diecezja mukaczewska (od 2002)

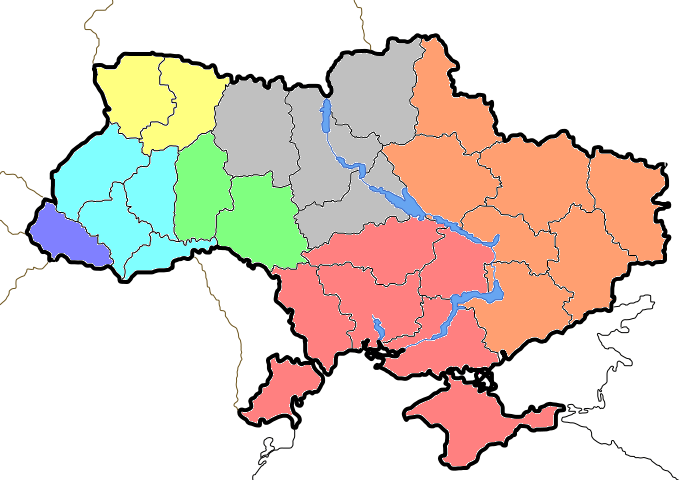
Diecezje rzymskokatolickie na Ukrainie

  - diecezja odesko-symferopolska (od 2002)
  - diecezja charkowsko-zaporoska (od 2002)

## Podział administracyjny Kościoła greckokatolickiego
- Metropolia kijowska
  - Archieparchia kijowska
  - Egzarchia doniecka
  - Egzarchia charkowska
  - Egzarchia odeska
  - Egzarchia krymska
  - Egzarchia łucka
- Metropolia iwano-frankowska
  - Archieparchia iwano-frankowska
  - Eparchia czerniowiecka
  - Eparchia kołomyjska
- Metropolia lwowska
  - Archieparchia lwowska
  - Eparchia sokalsko-żółkiewska
  - Eparchia samborsko-drohobycka
  - Eparchia stryjska
- Metropolia tarnopolsko-zborowska

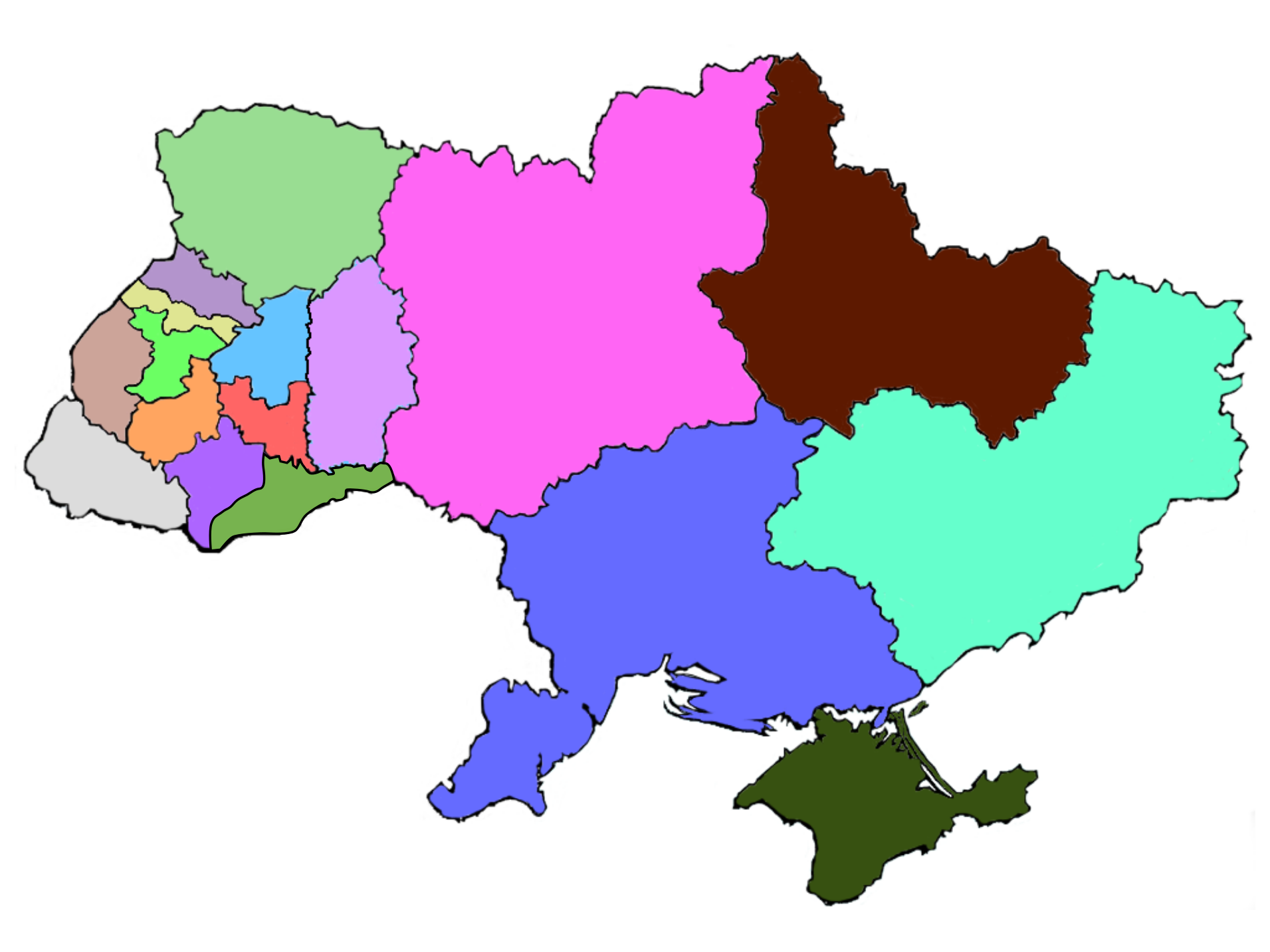
Eparchie greckokatolickie na Ukrainie

  - Archieparchia tarnopolsko-zborowska
  - Eparchia buczacka
  - Eparchia kamieniecko-podolska

## Kościół katolicki obrządku bizantyjsko-rusińskiego
- eparchia mukaczewska

## Kościół katolicki obrządku ormiańskiego
- Archieparchia lwowska (nieobsadzona od 1938)